# Война за независимость Швеции
Война за независимость Швеции (швед. Befrielsekriget, 1521—1523) — вооружённое восстание XVI века, приведшее к образованию независимого шведского государства.

## Предыстория
В 1397 году была провозглашена Кальмарская уния, в соответствии с которой Норвегия, Швеция и Дания объединялись под единой верховной властью.
В 1448 году умер возглавлявший унию бездетный Кристофер III Баварский. Шведы избрали королём Карла Кнутссона, надеясь возродить унию под шведским главенством (и в следующем году Карл был избран также королём Норвегии), но датчане предпочли сделать королём Кристиана Ольденбургского. В 1470 году Карл Кнутссон умер, и датчане предъявили права на шведский престол, однако шведы разбили датчан в битве при Брункеберге, и объявили регентом Стена Стуре-старшего.
В 1481 году умер Кристиан, и датский престол унаследовал его сын Иоганн. В 1483 году он стал также королём Норвегии, а в 1497 году сумел вынудить Стена Стуре-старшего отказаться от регентства, и стал королём Швеции, восстановив Кальмарскую унию.
Когда в 1500 году датские войска были разбиты войсками крестьянской Дитмаршенской республики в битве при Хеммингштедте, то шведы провозгласили независимость вновь, и опять объявили Стена Стуре-старшего регентом. В 1503 году Стен Стуре скончался, и новым регентом Швеции стал его племянник Сванте Нильсон Стуре, а когда в 1512 году умер и тот — сын Сванте Нильсона Стен Стуре-младший. В 1513 году скончался король Кристиан, и датский престол занял его сын Кристиан II, который в итоге в 1520 году короновался и королём Швеции, устроив для своих противников «Стокгольмскую кровавую баню».

## Ход войны
Шведский дворянин Густав Васа был отправлен заложником в Данию. Он сумел бежать оттуда в Любек, а затем в Даларну. В Даларне он старался поднять восстание против Дании; сначала у него было немного сторонников, и он уже хотел бежать в Норвегию, но затем дело пошло успешно, и в 1521 году восстание охватило весь край. 
Густав двинулся к Стокгольму; по дороге, в Вадстене, представители сословий поклялись ему в верности как главе и ландсгерру всей Швеции. Получив значительную помощь из Любека, Густав начал осаду Стокгольма. Город сдался ему 20 июня 1523 г. Густав был избран королём Швеции.

## Итоги и последствия
В 1563 году Дания развязала войну, пытаясь вернуть власть над Швецией, но в 1570 году был подписан Штеттинский мир, по условиям которого датские короли отказались от притязаний на корону Швеции.